# Ур-Нінмаркі
Ур-Нінмаркі (Урнінмаркі) (*аккад. 𒌨𒀭𒊩𒌆𒈥𒆠𒅗; 1-а пол. XX століття до н. е.) — енсі міста-держави Ешнунна.

## Життєпис
Походив з династії Уцуравассу. Ймовірно син енсі Азузума. Про його діяльність обмаль відомостей. Зберігав вірність державі Ісін. Збереглося лише 3 написи про дії Ур-Нінмаркі, що стосуються зведення статуй та релігійних ритуалів. Продовжував розбудову царського палацу. З його періоду археологи знайшли так званну «Площу F» (або Будинок Ур-Нінмаркі) в північній частині палацового комплексу.
Йому спадкував брат Ур-Нінгішзіда.